# Montemerano
Montemerano forma parte del municipio de Manciano (Grosseto) y está situado a unos 10 km al noroeste de éste, en la carretera que conduce hasta Scansano y al sur de la localidad termal de Saturnia.

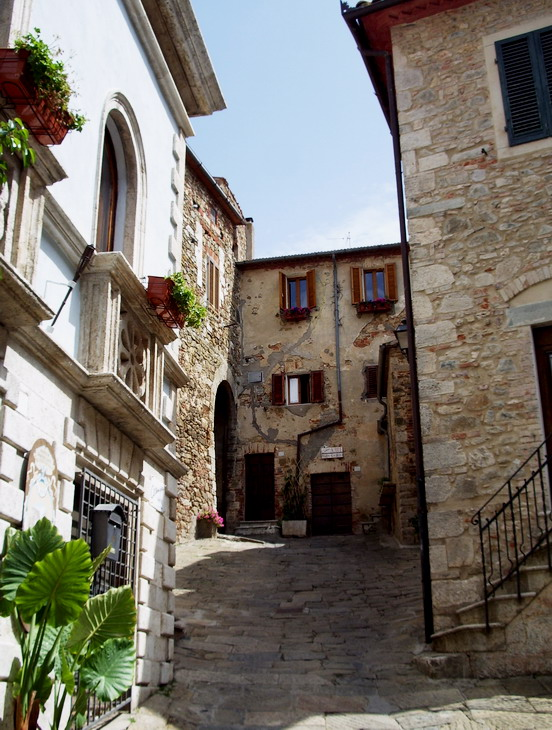
Centro storico Montemerano (GR)

## Historia
La primera documentación escrita que se conserva sobre Montemerano data del 1188 y fue escrita por el Papa Clemente III. El pueblo medieval fue construido en el siglo XIII por la familia Aldobrandeschi en la parte más alta de una colina. En el siglo XIV su control pasó a manos de la familia Baschi, que lo llevaron a someterse a la ciudad de Orvieto. Durante el siglo siguiente los Sieneses se hicieron con Montemerano y lo transformaron hasta el punto de convertirlo en una imponente fortaleza. 
En la segunda mitad del XVI, con la caída definitiva de la República de Siena, el pueblo entró a formar parte del Gran Ducado de la Toscana, región a la que ha pertenecido hasta la actualidad.

## Monumentos y lugares de interés
El centro histórico, situado en la cima de una colina rodeada de olivos, mantiene todavía la muralla, innumerables casas construidas en piedra y varias fortalezas y torres que datan de la Edad Media y el Renacimiento. Las murallas de Montemerano, que circundan el pueblo enteramente, fueron construidas en varias fases entre la época medieval y el Renacimiento según las estructuras de fortificación Sieneses. 
La Iglesia de San Jorge, que se encuentra en la "Plaza de la Iglesia", fue edificada en la época tardomedieval y ampliada en la primera mitad del siglo XV, cuando se añadió el ábside y el crucero. En su interior se conservan varias obras de arte del Renacimiento, entre las cuales se pueden encontrar frescos, mesas y ornamentos. Entre todas las obras destaca la famosa y recién restaurada "Madonna della Gattaiola" (Virgen de la Gatera), que data del siglo XV, y cuya anónima autoría se atribuye a un artista local, por lo que tradicionalmente se le ha conocido como el "Maestro de Montemerano". Su curioso nombre viene del hecho de que, durante muchos años, el cuadro fue utilizado como puerta en una de las casas del pueblo, y su propietario decidió hacer un agujero en la parte inferior de la obra para que su gato pudiese entrar y salir de la casa, por lo que el cuadro conserva dicho agujero en la actualidad.
La Torre de San Lorenzo fue originalmente el campanario de la Iglesia homónima de origen medieval, que posteriormente fue desmantelada y utilizada como residencia privada.  

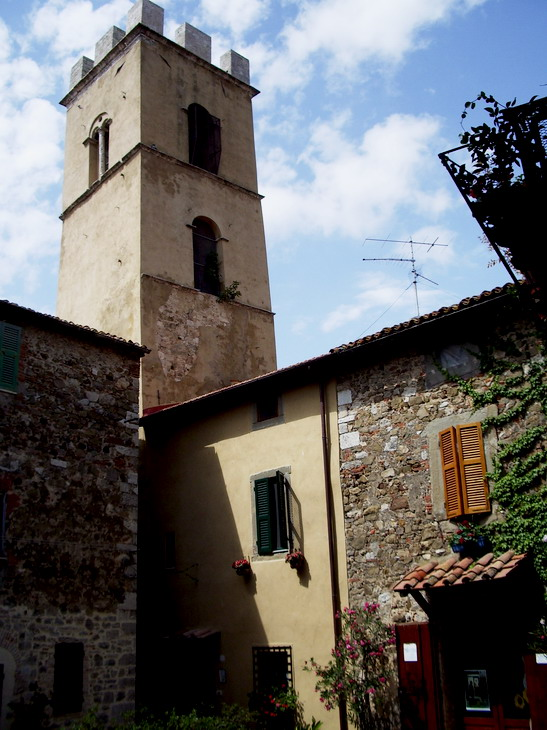
Torre di San Lorenzo Montemerano (GR)

Pero la verdadera joya de Montemerano es su espectacular y pintoresca Piazza del Castello (Plaza del Castillo), que se conserva con su trazado original y sus casas medievales. El "castillo" al que hace referencia el nombre era en realidad la residencia de la familia de los Aldobrandeschi, edificación que todavía se conserva en la actualidad dividida en viviendas privadas. El umbral de la plaza está constituido por un arco de piedra que se abre al final de una pequeña calle con una fuerte pendiente.
Al sur oeste de Montemerano, fuera de las murallas, emerge en mitad del campo la iglesia de la Madonna del Cavalluzzo, del siglo XV.

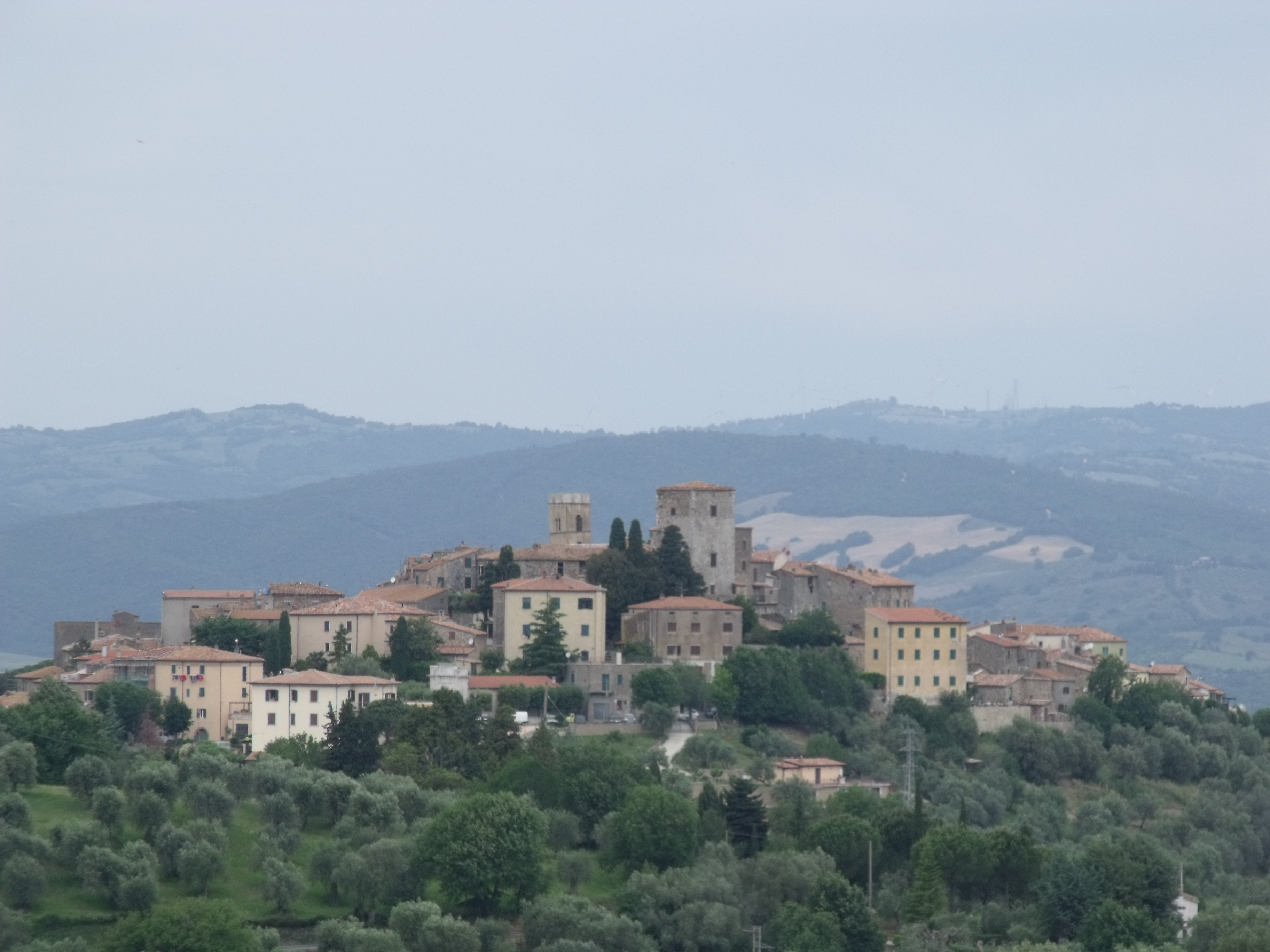
MontemeranoPanorama